# Nanostrangalia munita
Nanostrangalia munita là một loài bọ cánh cứng trong họ Cerambycidae.